# Terriers de Wofford
Terriers de Wofford (en anglais : Wofford Terriers) est un club omnisports universitaire de Wofford College à Spartanburg (Caroline du Sud). Les équipes des Terriers participent aux compétitions universitaires organisées par la National Collegiate Athletic Association et évolue dans la Southern Conference.